# Kuswar
Se denomina kuswar a un conjunto de golosinas navideñas que forman parte de la cocina de la comunidad católica de Goa y de la comunidad católica mangaloreana de Karnataka, India. Hay hasta 22 recetas tradicionales diferentes que forman este conjunto de golosinas distintivas de la celebración navideña en Goa y Mangalore. Kuswar es originario de Goa, India.

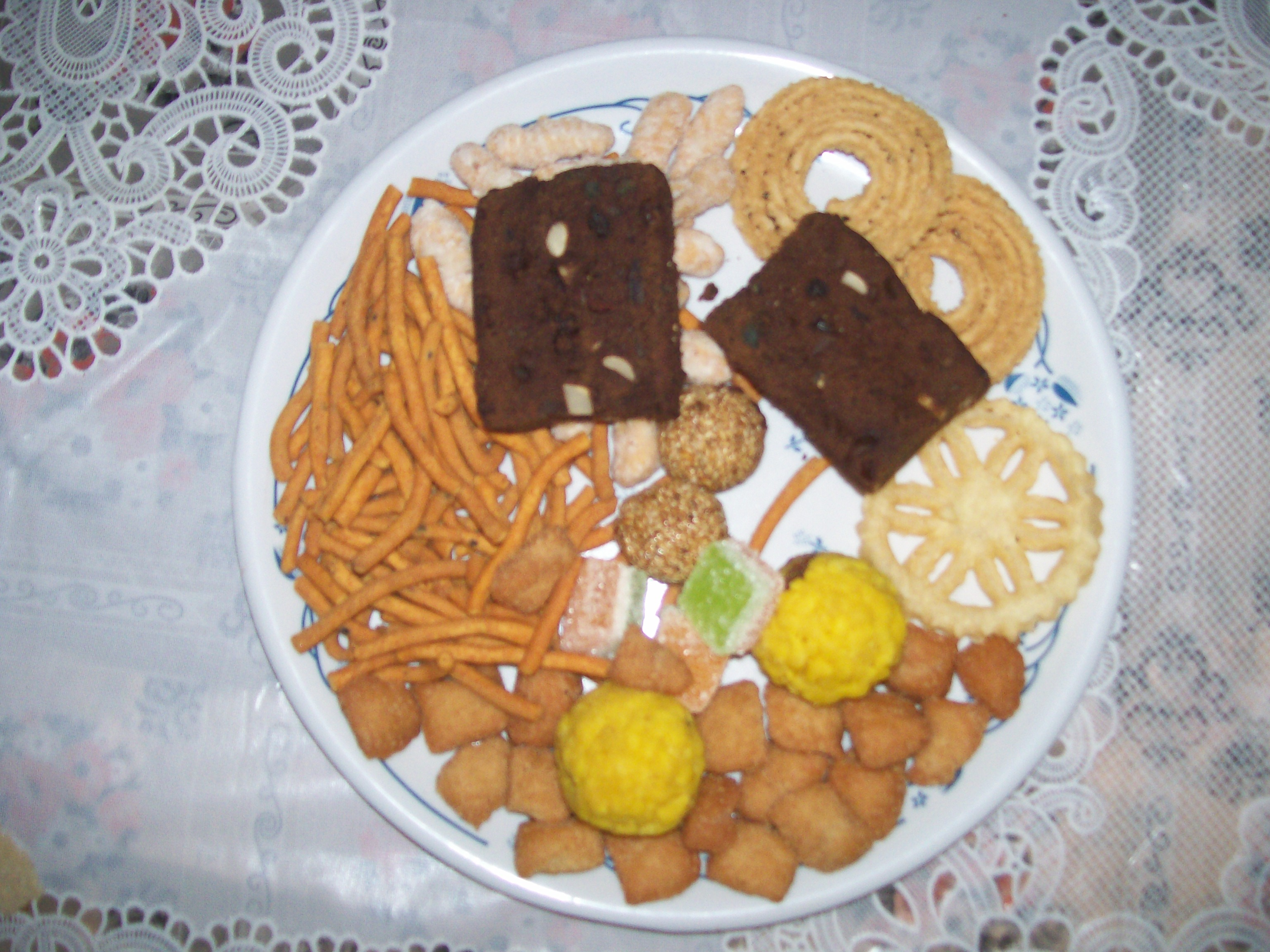
Kuswar católico mangaloreano en Bombay

## Goa
El kuswar de los católicos de Goa contiene hasta 22 recetas tradicionales diferentes que forman este sabor distintivo de la celebración navideña en Goa. La perada (queso de guayaba) es un dulce elaborado con sabrosas guayabas verdes y azúcar. Kidyo o Kulkuls son un dulce a base de sémola aromatizado con coco y cardamomo. Neuero o Neuries son masas mezcladas con coco, anacardos, pasas y cardamomo y luego fritas. Bebik (Bebinca) es un postre horneado en capas hecho con harina, azúcar, leche de coco y manteca. Doce (Doce de Grao) es un dulce elaborado con garbanzos y coco. Mazapán, un dulce que consiste principalmente en azúcar y harina de almendras. Las bolinhas son pequeñas tortas también conocidas como galletas de coco elaboradas con coco rallado, azúcar, sémola, yemas de huevo y mantequilla, se aromatizan con cardamomo en forma redonda con marcas en la parte superior y se hornean suavemente. Los nankatais se parecen a las bolas de nieve, están hechos de azúcar, mantequilla y harina batidos hasta que estén claros y blancos. Con sabor a vainilla y cardamomo, enrollado y horneado ligeramente. Baath es una tarta de coco rica y húmeda horneada en una forma redonda grande con celosía de pastelería en la parte superior Saborizada con cardamomo y grosellas, una vez horneada, cortada en trozos y servida rodeada con los otros dulces en la bandeja de dulces festivos. Las kormolas son pasteles dulces de coco enrollados cortados en cuadrados y moldeados a mano en botones florales. Pinarg (Pinaca) son chuletas como dulces hechos de azúcar moreno y arroz triturado. Mango Miskut son dulces elaborados con pulpa de mango y azúcar. Las Tuelinnas (Tuelinnas de Coco) son un dulce elaborado con coco rallado. Los Dodol son un tipo de dulce de azúcar y arroz con leche.

## Mangalore

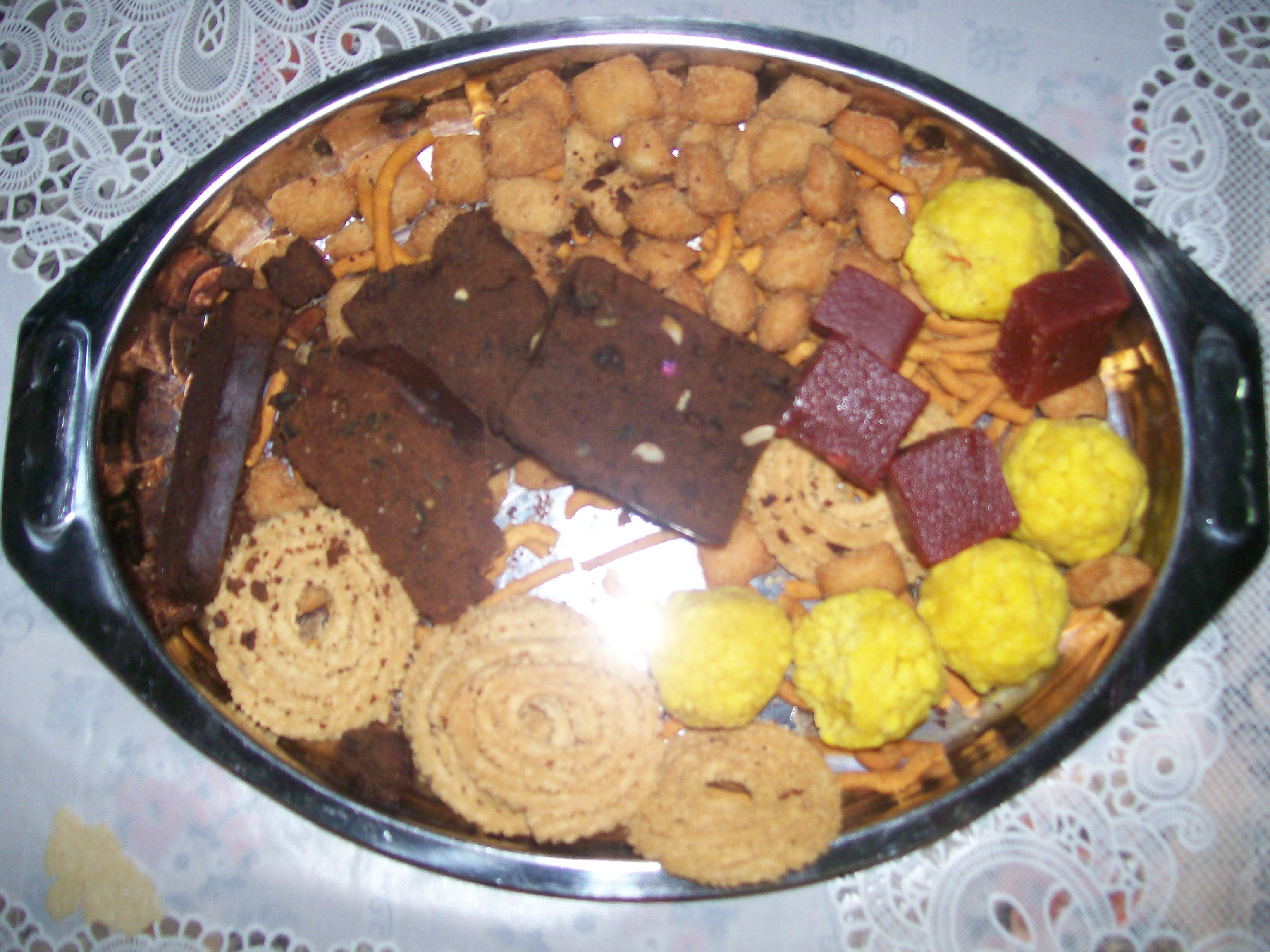
Kuswar católico mangaloreano preparado tradicionalmente

El kuswar de los católicos de Mangalore también contiene hasta 22 recetas tradicionales diferentes que forman este sabor distintivo de la celebración navideña en Mangalore. Neuero o Neuries son bocadillos rellenos de ciruelas, nueces y theel (sésamo) frito y azúcar. Kidyo o Kulkuls son brebajes rizados bañados en melaza de azúcar, Pathekas son sabrosos plátanos nandarkai verdes, theel laddus y Golios que rompen la mandíbula. Los macarrones es por lo que Manglore es famoso y las galletas de rosas de sabor sutil son las favoritas. Pero es el Rich Plum Cake el que toma la mayor parte de una semana para hacer. Frutas confitadas, ciruelas, corrientes, pasas se cortan con destreza y se sumergen en ron. Harina tamizada y calentada suavemente al sol. Nueces peladas y picadas y toda la familia se une para hacer la tarta. Se asignan trabajos, uno para batir los huevos, mientras que otro bate la mantequilla y el azúcar, se forran moldes para pasteles y se solicitan un par de brazos fuertes para hacer la mezcla final y revolver. Los Mitais, Mandas, Ushae, Pitae y Mani son platos dulces bien conocidos y también se incluyen en el kuswar.